# Piles gallo-romaines de Betbèze
Vous lisez un « article de qualité » labellisé en 2024.
Pour un article plus général, voir Pile (monument).
Les piles gallo-romaines de Betbèze sont deux anciennes tours gallo-romaines en pierre, aussi appelées piles, situées dans la commune de Mirande, dans le département français du Gers.
L'une, généralement appelée pile 1 dans la bibliographie, est conservée sur une partie de son élévation ; elle est visible au milieu d'un champ. La pile 2, voisine, est arasée au niveau de ses fondations. Ces deux monuments, liés chacun à un enclos funéraire, sont très probablement élevés à la mémoire d'un notable local. Ils sont deux éléments d'une nécropole forte d'au moins une trentaine de sépultures — son étendue n'est pas connue — et fréquentée entre le Ier siècle et le IVe siècle apr. J.-C.
Le site semble n'avoir été redécouvert qu'au milieu du XIXe siècle et c'est en 1965 seulement qu'il fait l'objet de fouilles qui durent jusqu'en 1968. Bien que partielles et parfois imprécises, ces opérations contribuent de manière significative à faire progresser, au-delà même du cas spécifique de Mirande, les connaissances au sujet de ce type de monument : la fonction funéraire, après avoir longtemps été débattue, est désormais reconnue par le lien établi entre les piles et les enclos contenant des sépultures.

## Localisation
Le département du Gers compte à lui seul douze piles, presque toutes localisées à l'ouest d'Auch. Au XXIe siècle, quatre de ces monuments funéraires gallo-romains ont disparu mais huit sont partiellement conservés, notamment la pile gallo-romaine de la Tourraque, à Lamazère, qui se situe à 3,7 km au nord-est du site de Betbèze.

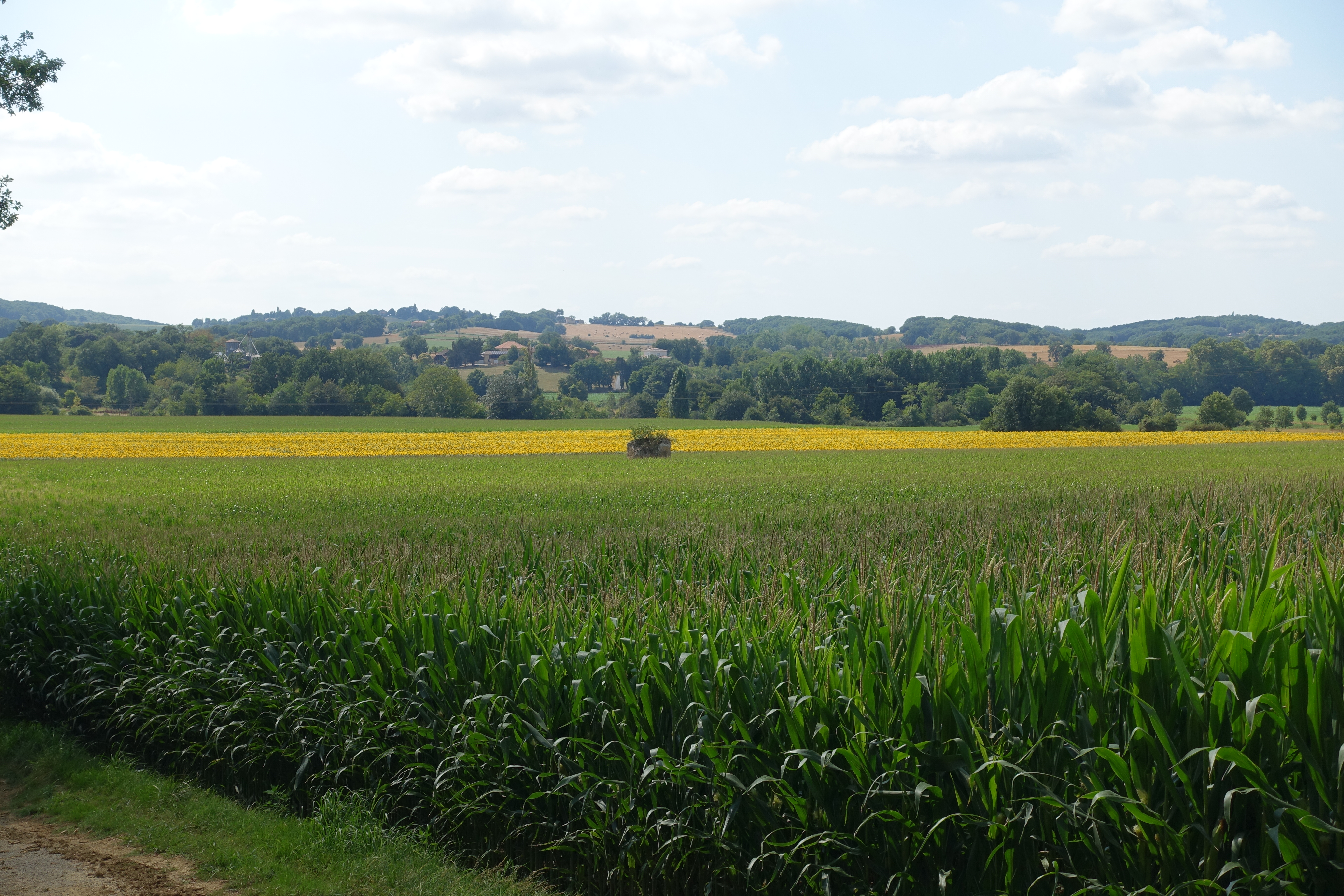
La pile 1 dans son environnement.

Les piles de Betbèze sont élevées à 2 km au nord-est du chef-lieu communal de Mirande, dans un site de vallée sur la rive droite de la Baïse à moins de 500 m du cours d'eau qui s'écoule du sud vers le nord. Les deux monuments, distants d'une vingtaine de mètres, l'un plus au nord (no 1), l'autre plus au sud (no 2) et légèrement décalé de quelques mètres vers l'est, sont établis à la même altitude de 149 m, au fond de la vallée, tournant le dos à la rivière.
La Baïse est l'un des cours d'eau qui descendent du plateau de Lannemezan vers la Garonne, créant ainsi autant de vallées parallèles ; celles-ci ont érodé le substrat, calcaire au niveau de Mirande, et leur fond est couvert d'alluvions récentes. Il est possible que la Baïse ait été navigable vers l'aval dans l'Antiquité, au moins à certaines périodes de l'année, et pour des barques à faible tirant d'eau.

## Historique

### Chronologie du site
Avant la construction de ces piles, le site avait déjà accueilli une nécropole : une couche de charbons et de cendres sous les fondations de l'enclos de la pile 1 démontre la présence d'anciennes sépultures à incinération. Aucune information n'est disponible sur cette nécropole « primitive » (datation, importance, étendue).
Si les monuments en eux-mêmes ne peuvent être datés avec précision, les sépultures présentes dans les enclos à leur pied s'échelonnent de la seconde moitié du Ier siècle apr. J.-C. à la fin du IVe siècle. La chronologie du site, toujours discutée, pourrait comprendre une phase initiale de construction vers la fin du Ier siècle, une phase de reconstruction plus hypothétique vers le IIIe siècle, puis une phase d'abandon, mieux datée, dans le dernier quart du IVe siècle.
Concernant la phase initiale, même si les deux monuments et leurs enclos associés présentent de fortes similitudes (forme, dimensions et techniques de construction), rien ne prouve qu'ils soient strictement contemporains. La phase d'abandon, pour sa part, peut avoir été progressive et les dernières inhumations réalisées alors que les piles et les enclos eux-mêmes étaient déjà en cours de délabrement ; c'est d'ailleurs le cas pour une inhumation dont la fosse est creusée dans les décombres de l'un des enclos.

### Mentions bibliographiques et études
À l'issue d'une longue phase d'oubli, le premier signalement de ces monuments semble dater de 1856. À cette époque, les deux piles, ainsi qu'une partie de chacun des enclos, devaient être encore visibles en élévation ; c'est l'érudit et homme politique local Justin Cénac-Moncaut qui fait ces observations en évoquant les « piles d'Artigues », un lieu-dit proche du site archéologique. Il suggère alors que l'État, devant le mauvais état des monuments, rachète tous les terrains où se trouvent des piles dans le département. Si l'opération se fait à Saint-Lary et à Biran, elle n'aboutit pas à Mirande face au refus du propriétaire. Philippe Lauzun fait part de cette situation dans son « Inventaire général des piles gallo-romaines du sud-ouest de la France et plus particulièrement du département du Gers » (1898).
Des relevés sont effectués en 1965 puis des campagnes de fouilles conduites en 1966 et 1968 (neuf semaines réparties sur les trois années) par le bureau d'architecture antique du Sud-Ouest sous la direction de Jean Lauffray avec la collaboration de Georges Fouet (CNRS), ; ce site est choisi parce que, selon les fouilleurs, il promet une « fouille facile et rentable ». Ces investigations, bien que partielles, sont riches d'enseignements sur la fonction générale des piles car il est très rare que des monuments de ce type en soient l'objet.
Jacques Lapart et Catherine Petit (Carte archéologique de la Gaule - le Gers (32), 1993) et Pascale Clauss-Balty (Les piles funéraires gallo-romaines du Sud-Ouest de la France, 2016) font le point des connaissances sur ce sujet. Dans ce dernier ouvrage, un chapitre spécifique est consacré à la synthèse commentée des fouilles des années 1960, dont les résultats n'avaient pas été intégralement exploités ni publiés ; toutefois, cette synthèse est réalisée après le décès des deux responsables des fouilles, ce qui complique l'interprétation de données brutes parfois imprécises.

## Description

### Piles et enclos

Plan des piles de Betbèze.

Le complexe, autant qu'il soit possible d'en juger, se compose de deux piles et de deux enclos associés. La pile 1, ainsi dénommée par convention dans le bibliographie, est celle dont les vestiges sont encore apparents ; elle forme avec son enclos l'ensemble 1. La pile 2, au sud de la précédente, n'est plus visible en élévation ; l'ensemble 2 est constitué de cette pile et de son enclos associé. Aucun vestige des enclos ne subsiste au-dessus du niveau du sol moderne.

#### Ensemble 1
Le massif de fondations du monument lui-même, haut de 0,76 m, mesure 3,40 × 3,05 m. Au-dessus, le soubassement mesure 3,17 × 2,78 × 1,14 m. Il est surmonté d'un podium de 2,94 × 2,56 × 3,12 m. L'étage supérieur, qui n'est conservé que sur 0,32 m, est établi sur plan rectangulaire de 2,85 × 2,50 m. La pile, au XXIe siècle, ne mesure que 4,60 m de haut.

Évocation de l'ensemble 1.

Les restitutions qui sont faites de cette pile suggèrent un monument haut d'environ 8 m, pourvu d'une niche à fond plat surmontée d'un arc en plein cintre sur sa face orientale ; l'ensemble est coiffé d'une toiture en pyramide ou, plus probablement en raison du plan barlong de la pile, en bâtière.

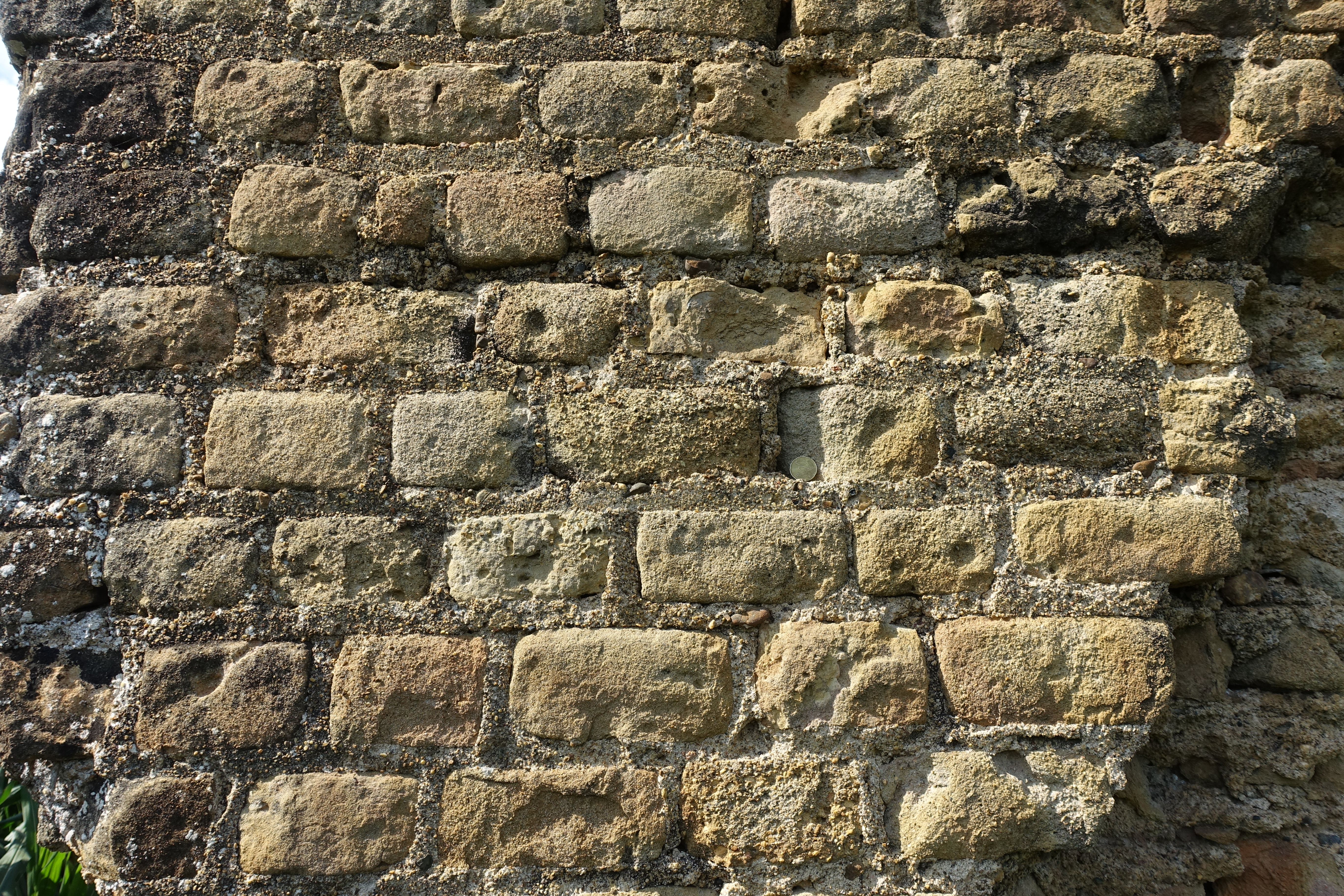
Détail du parement de la pile 1. La pièce de 20 centimes donne l'échelle.

La technique de construction, courante dans le sud-ouest de la France pour ce type de monument, fait appel à un noyau en opus caementicium recouvert d'un parement en opus vittatum de moellons calcaires dont l'origine est sans doute locale ; aucun pilastre ne semble décorer les angles du podium dont l'entablement est simplement composé d'assises de pierres de teinte plus claire disposées en encorbellement ; cette sobriété décorative est généralement observée sur les piles de dimension « modeste », comme celle-ci. Un fragment d'inscription illisible — seules les deux lettres « RO » sont déchiffrables — est découvert à la base du monument ; rien ne permet d'affirmer que c'est le cas ici mais les piles sont souvent pourvues d'une plaque fixée sur la paroi, sous la niche, indiquant l'identité du défunt auquel elles sont consacrées.
La pile est adossée au fond d'un enclos légèrement trapézoïdal dont l'entrée, large de deux mètres dans l'axe du monument, est tournée vers l'est ; elle est encadrée de pilastres. Cet enclos mesure 12,95 à 13,30 m sur 16,65 à 17,75 m et son mur, large d'un peu moins de 0,60 m, est haut de 1,90 m au niveau où il se raccorde à la pile,. De part et d'autre du seuil de l'enclos, le sol est recouvert d'un empierrement dispersé.
Les fouilleurs identifient deux états de construction du site, à la chronologie toujours incertaine. Du premier état (fin du Ier siècle apr. J.-C.) subsisteraient la pile elle-même ainsi que le mur oriental de l'enclos. Dans un second temps (IIIe siècle), les autres murs de l'enclos seraient reconstruits et un dispositif, peut-être une galerie couverte, adossé intérieurement aux trois murs libres de l'enclos. L'existence de cette galerie est très discutée car elle ne repose que sur des indices à l'interprétation difficile : des clous retrouvés et attribués à sa charpente peuvent provenir d'autres objets (assemblage des bûchers funéraires, coffres, voire chaussures) en l'absence de description précise ; en outre, aucun trou de poteau destiné à supporter cette galerie n'a été mis en évidence à l'intérieur des enclos.

#### Ensemble 2
À l'exception du massif de fondations mesurant 3,10 × 2,65 m, soit un peu moins que celui de la pile 1, aucun vestige de la pile elle-même ne subsiste et aucune restitution de son élévation ne peut être proposée. Tout au plus est-il possible d'estimer que son soubassement pourrait mesurer 2,85 × 2,40 m.
Comme dans le cas de la pile 1, le monument principal est adossé au mur occidental d'un enclos qui s'ouvre à l'est dans l'axe de la pile. Cet enclos, en forme de trapèze plus accentué que l'enclos 1, mesure 15,00 à 16,20 m sur 13,00 à 12,70 m. Deux phases consécutives de construction non confirmées sont suggérées mais il semble que, au moins pour le début de leur édification, pile et enclos soient rigoureusement contemporains.

#### Autour des enclos
Le voisinage extérieur des enclos reste mal connu car il n'a fait l'objet d'investigations que sur une faible surface : seule la moitié de l'espace séparant les deux enclos a été étudiée —  les grands côtés des enclos qui se font face, séparés d'un peu plus de 8 m, sont parallèles. Quant à la zone fouillée en périphérie des enclos, les plans montrent que sa largeur ne dépasse jamais 2 mètres.
Les résultats des fouilles des années 1960 suggèrent qu'une zone d'empierrement signalée à quelques mètres à l'est des seuils des enclos pourrait être le vestige d'une voie antique nord-sud longeant les enclos, et vers laquelle ces derniers et les piles seraient orientés. Ces conclusions ne sont cependant pas validées par les interprétations récentes, les données étant jugées trop parcellaires. Si l'existence d'une voie dans le secteur n'est pas exclue, elle ne peut néanmoins pas être considérée comme identifiée.
La présence d'une villa est attestée sous l'église de Mouchès, à 1,8 km au nord de Betbèze : il est envisageable d'associer cette villa aux piles qui seraient érigées par ses propriétaires, comme cela semble vérifié sur d'autre sites. Aucun autre habitat antique n'est identifié aux proches environs mais, là encore, en raison de l'absence de prospection aérienne ou au sol, il n'est pas possible de trancher de manière définitive. La même réserve s'applique à un troisième monument, pile ou sanctuaire, dont la présence au nord des premiers est évoquée mais qui n'a jamais été localisé.

### Sépultures
Ce sont au total trente-et-une sépultures qui sont découvertes, dans les deux enclos (treize au total) ou à leur proximité immédiate (au nombre de dix-huit), sachant que les fouilles n'ont pas été exhaustives sur tout ce périmètre. Vingt-sept sont des sépultures à incinération et quatre sont des inhumations, dont celle d'un enfant. Lorsque la datation est possible, les sépultures à inhumation semblent postérieures aux incinérations, ce qu'indiquent la stratigraphie et la répartition du mobilier associé à ces sépultures, monnaies notamment.
Dans le cas des sépultures à incinération, les cendres ne sont pas toujours contenues dans une urne funéraire ; il arrive qu'aucune urne ne soit présente ou bien qu'elle soit retrouvée, fragmentée à côté des cendres, dans la fosse d'inhumation qui est parfois scellée d'une simple pierre ou mensa signalant son emplacement. Les inhumations sont généralement réalisées dans des fosses creusées dans le substrat, sans cercueil ni sarcophage ; position et orientation des corps sont variables,.
L'une des sépultures à incinération de l'enclos 1 est placée au pied de la pile, dans l'axe de la porte de l'enclos ; elle est recouverte par un sol de béton au tuileau et semble avoir été pillée. Sa position privilégiée et son ancienneté par rapport à d'autres structures suggèrent qu'elle pourrait être celle du personnage pour qui la pile et l'enclos sont initialement édifiés.
Le regroupement de dix sépultures à incinération à l'extérieur de l'enclos 2, sur une superficie d'environ 15 m2 contre son mur méridional, reste à expliquer ; la plupart de ces sépultures sont qualifiées de « tardives » dans les cahiers de fouilles pour des raisons stratigraphiques.

### Mobilier archéologique
Les fouilles ont mis au jour plusieurs statues, ou fragments de statue, dans ou autour de l'enclos 2 ; elles sont confectionnées en calcaire tendre ou en grès d'origine locale et d'une facture qualifiée de « maladroite ». L'une d'elles, dont seule la partie supérieure est retrouvée, représente un homme, peut-être une divinité chasseresse locale, tenant un lièvre dans ses bras ; une autre est celle d'un homme dont le bras gauche replié tient un objet contre sa poitrine, mais la tête manque ; une troisième figure la tête d'un aigle ; une quatrième représente la tête d'un sanglier dont la facture est proche de la précédente ; la dernière est celle du corps et d'une partie de la crinière très mutilés d'un lion.

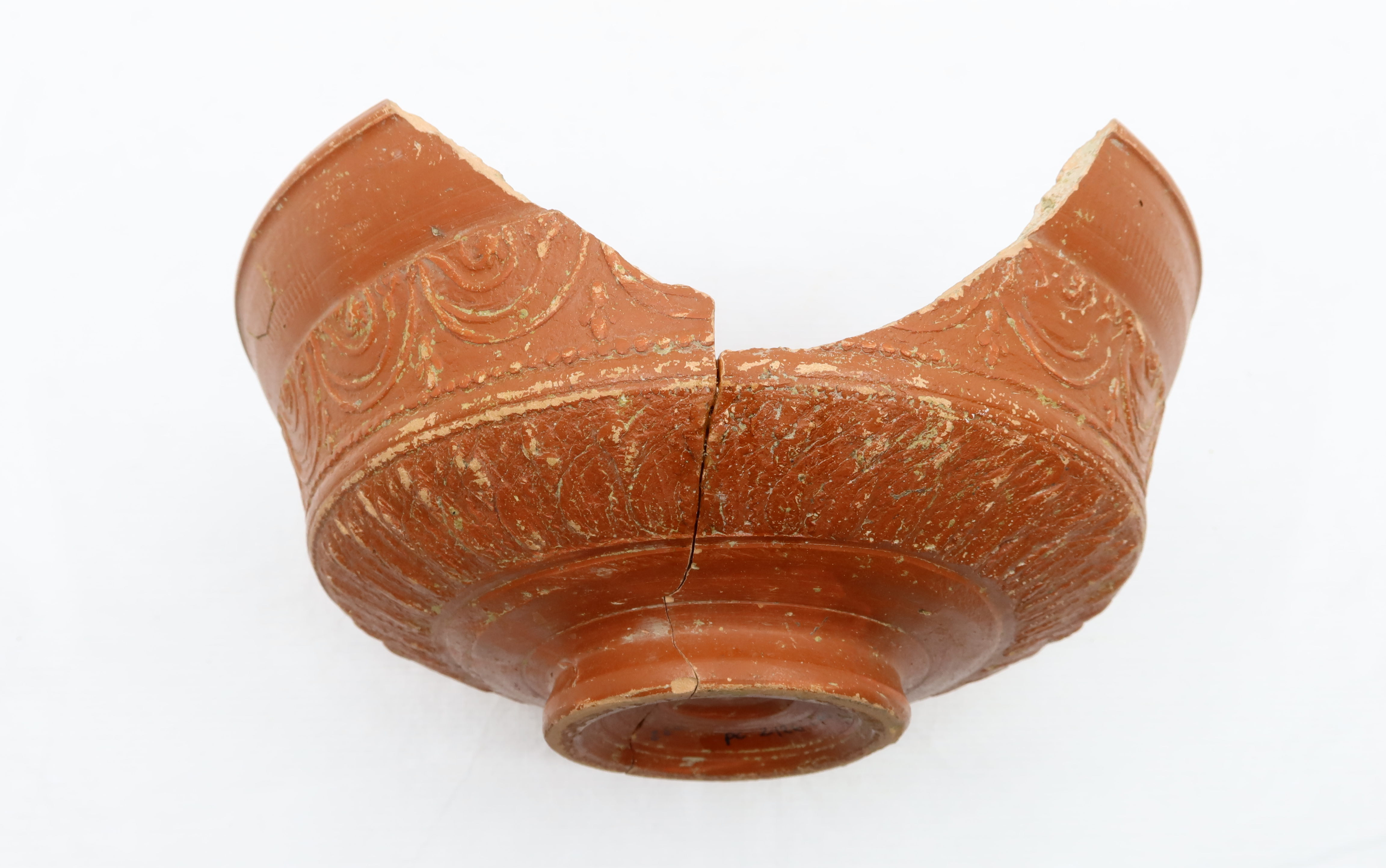
Céramique sigillée de Montans.

De nombreux fragments de céramique, simple ou sigillée, ayant appartenu à des récipients de formes variées (gobelets et coupes, assiettes et écuelles, cruches et vases) proviennent manifestement d'ateliers locaux non identifiés qui reproduisent souvent des formes connues. Une coupe sigillée fait exception : elle semble issue d'un atelier de Montans (Tarn). Ces céramiques sont toujours retrouvées dans les fosses d'inhumation et, dans certains cas, elles sont volontairement brisées avant d'être ensevelies, pratique répandue dans les rites funéraires en Gaule romaine.

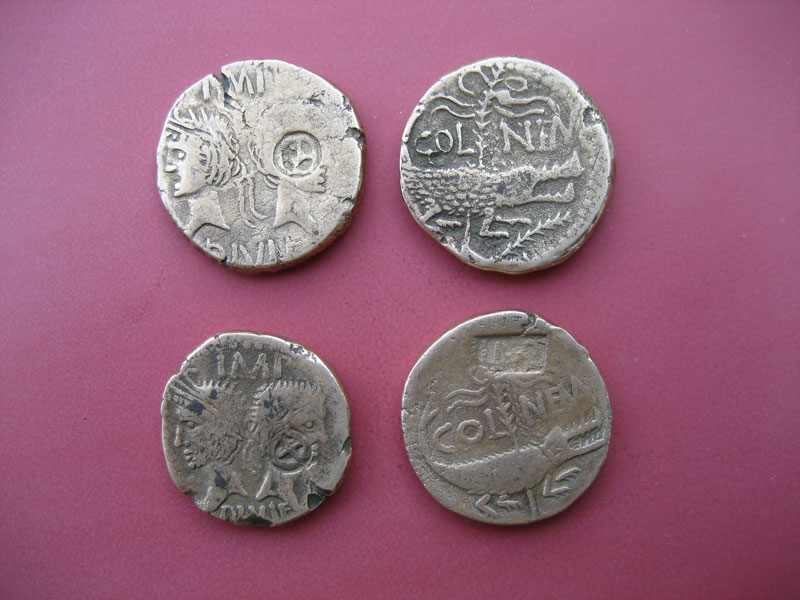
Dupondii de Nîmes.

Divers autres objets sont retrouvés : fibules, peson de tisserand en terre cuite ainsi que de nombreux clous provenant peut-être des bois utilisés pour édifier les bûchers funéraires. Une sorte de fourche métallique, assimilée à un porte-flambeau, est également mentionnée mais il n'est pas certain qu'il s'agisse d'un objet antique.
Près d'une vingtaine de monnaies sont découvertes ; la plus ancienne est la moitié d'un dupondius de Nîmes (période augusto-tibérienne) et les plus récentes sont émises sous le règne de Constance II. Une sépulture par inhumation, située contre le mur extérieur de l'enclos 2, renferme à elle seule une quinzaine de nummi, parmi les pièces les plus récentes (IVe siècle),.
Les cendres et les ossements humains, dont les mentions dans les différents compte rendus de fouilles ne sont pas toujours concordantes, n'ont pas été analysés ; en outre, aucun document n'évoque la découverte d'ossements animaux.

## Fonction
Les piles de Betbèze sont mentionnées pour la première fois au milieu du XIXe siècle, époque où le statut de monument funéraire de ce type de tours commence à être sinon reconnu, du moins évoqué et de plus en plus largement alors que la fin du siècle s'approche. En outre, la présence des deux monuments côte-à-côte permet d'écarter d'emblée l'hypothèse de phares, tours à signaux ou bornes territoriales, là où une seule pile suffirait et au sommet de laquelle il devrait être possible d'accéder, ce qui ne semble pas le cas à Betbèze.
Après les études des années 1960, l'existence d'enclos et les nombreuses sépultures retrouvées dans et autour de ceux-ci ne laissent plus aucun doute sur la fonction initiale des monuments. Les deux piles sont des mausolées — ou plutôt des cénotaphes car elles ne renferment sans doute pas de sépultures — destinées à perpétuer le souvenir d'une ou plusieurs des personnes dont les tombes se trouvent sur le site. Les statues retrouvées sont bien des objets à vocation religieuse mais leur valeur symbolique reste à préciser (offrandes, éléments de décoration des enclos). Rien ne prouve en l'état actuel des connaissances que ces sculptures, à commencer par l'homme au lièvre et la statue acéphale, soient liées aux enclos en tant qu'espaces funéraires. Dans ces conditions, se pose la question de savoir s'il y a eu une transformation ultérieure de tout ou partie de la nécropole en sanctuaire païen — où ces statues auraient une fonction toute différente — bien que la reconversion en édifice chrétien (oratoire, chapelle) semble à écarter pour ce type de monument. Dès 1898, Philippe Lauzun évoque cette possible reconversion.
Les résultats des fouilles montrent que les deux piles sont conçues comme des éléments d'une nécropole étendue et fréquentée pendant plus de trois siècles,, qui ne se limite sans doute pas à ces monuments et leurs enclos.